# Полошки (Сумская область)
Полошки (укр. Полошки) — село, Полошковский сельский совет,
Глуховский район, Сумская область, Украина.
Код КОАТУУ — 5921584401. Население по переписи 2001 года составляло 1334 человека.
Является административным центром Полошковского сельского совета, в который не входят другие населённые пункты.

## Географическое положение
Село Полошки находится на берегу реки Ракита, выше по течению на расстоянии в 1,5 км расположено село Щебры, ниже по течению на расстоянии в 1,5 км расположено село Слепород (Глуховский городской совет). На реке несколько запруд.

## История
- Вблизи села Полошки обнаружены остатки городища времен Киевской Руси.
- Село Полошки известно со второй половины XVI века.
- В 1801 году в поместье Марковича в с. Полошки была найдена каолиновая глина[2].

## Экономика
- «Полошковский кирпичный завод».
- Агрофирма «Рассвет».

## Объекты социальной сферы
- Школа.

## Достопримечательности
- Братская могила советских воинов.

## Известные люди
- Миславский С. (1731—1796) — философ-богослов, автор «Латинской грамматики», родился в селе Полошки.

## Религия
- Николаевская церковь (1796 г.).